# John Wayne
John Wayne, właśc. Marion Michael Morrison (ur. 26 maja 1907 w Winterset, zm. 11 czerwca 1979 w Los Angeles) – amerykański aktor, reżyser i producent filmowy, który zdobył popularność głównie dzięki rolom w westernach, jedna z największych legend Hollywood. Symbol amerykańskiego indywidualizmu i patriotyzmu. 
Odznaczony Złotym Medalem Kongresu i Prezydenckim Medalem Wolności. American Film Institute umieścił go na 13 miejscu w rankingu 50 największych legend amerykańskiego ekranu  (The 50 Greatest American Screen Legends).
8 lutego 1960 otrzymał własną gwiazdę w Alei Gwiazd w Los Angeles znajdującą się przy 1541 Vine Street.

## Życiorys

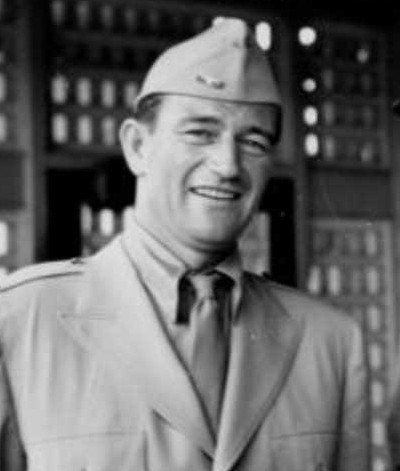
John Wayne, 1943

Urodził się w Winterset w stanie Iowa jako syn Mary Alberty „Molly” (z domu Brown) i Clyde’a Leonarda Morrisona, aptekarza. Jego rodzice, prezbiterianie, byli pochodzenia szkockiego, irlandzkiego i angielskiego, a także mieli korzenie walijskie. Po urodzeniu nadano mu imiona Marion Robert, ale kiedy urodził się jego młodszy brat, który został ochrzczony jako Robert Emmett (1911–1970), rodzice zmienili mu drugie imię na Mitchell. Ze względu na kłopoty z płucami ojca, jego rodzina przeprowadziła się do znacznie łagodniejszej pod względem klimatu Kalifornii i osiedliła na ranczu na pustyni Mojave. Farma jednak nie zapewniła dochodów wystarczających na utrzymanie i w 1911 rodzina przeniosła się do Glendale, gdzie Clyde Morrison ponownie podjął pracę farmaceuty. Marion pomagał ojcu w aptece, dorabiał także dostarczając gazety oraz sprzedając lody w cukierni, której właściciel zajmował się dodatkowo podkuwaniem koni w hollywoodzkich wytwórniach filmowych. W owym czasie chłopiec otrzymał przydomek „Mały Duke” (ang. Little Duke), który nadał mu lokalny strażak, widząc jak Marionowi w drodze do szkoły nieodmiennie towarzyszy duży airedale terrier, wabiący się Duke. Wkrótce przydomek został skrócony i już jako „The Duke” przylgnął do Morrisona-Wayne’a na całe życie.

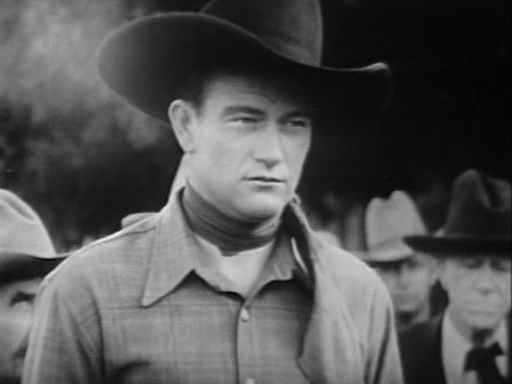
Riders of Destiny, 1933

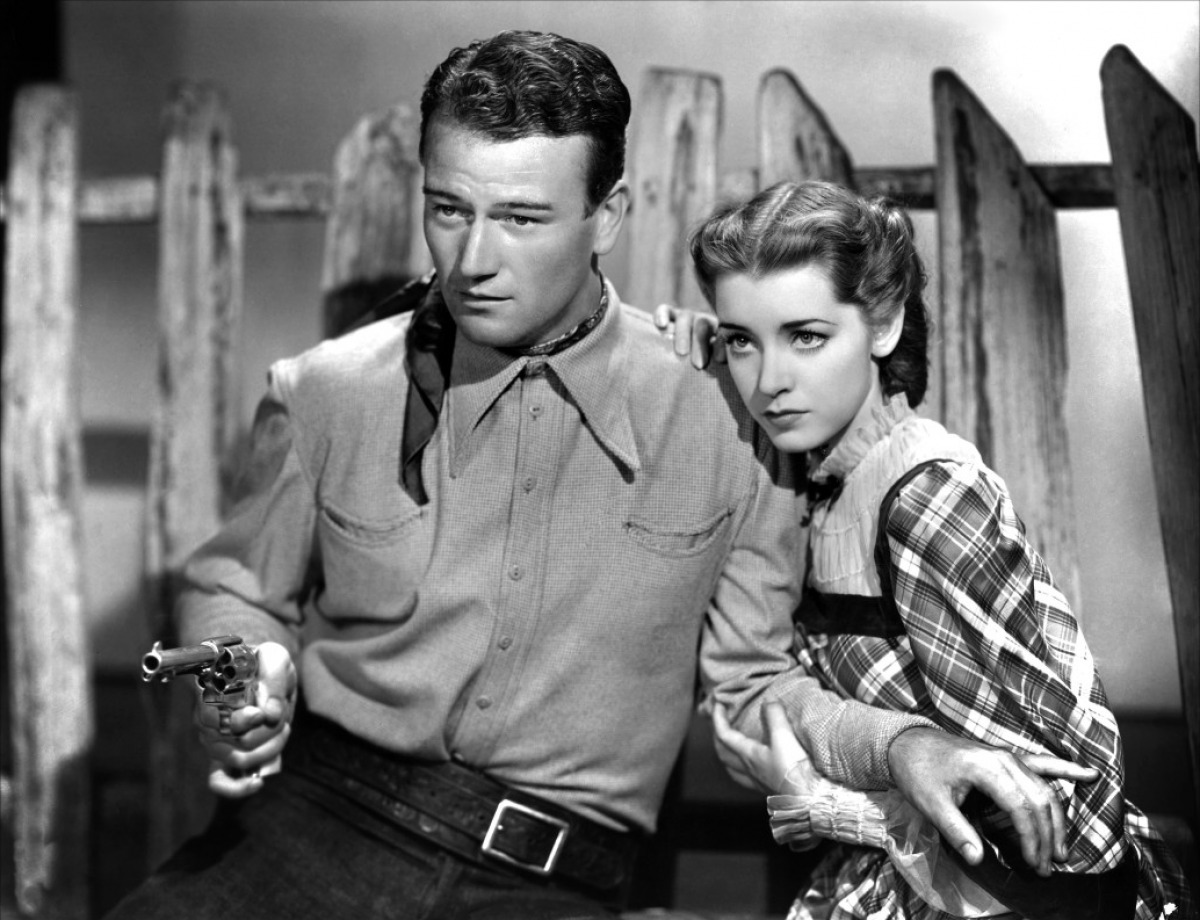
Z Marshą Hunt w Born to the West, 1937

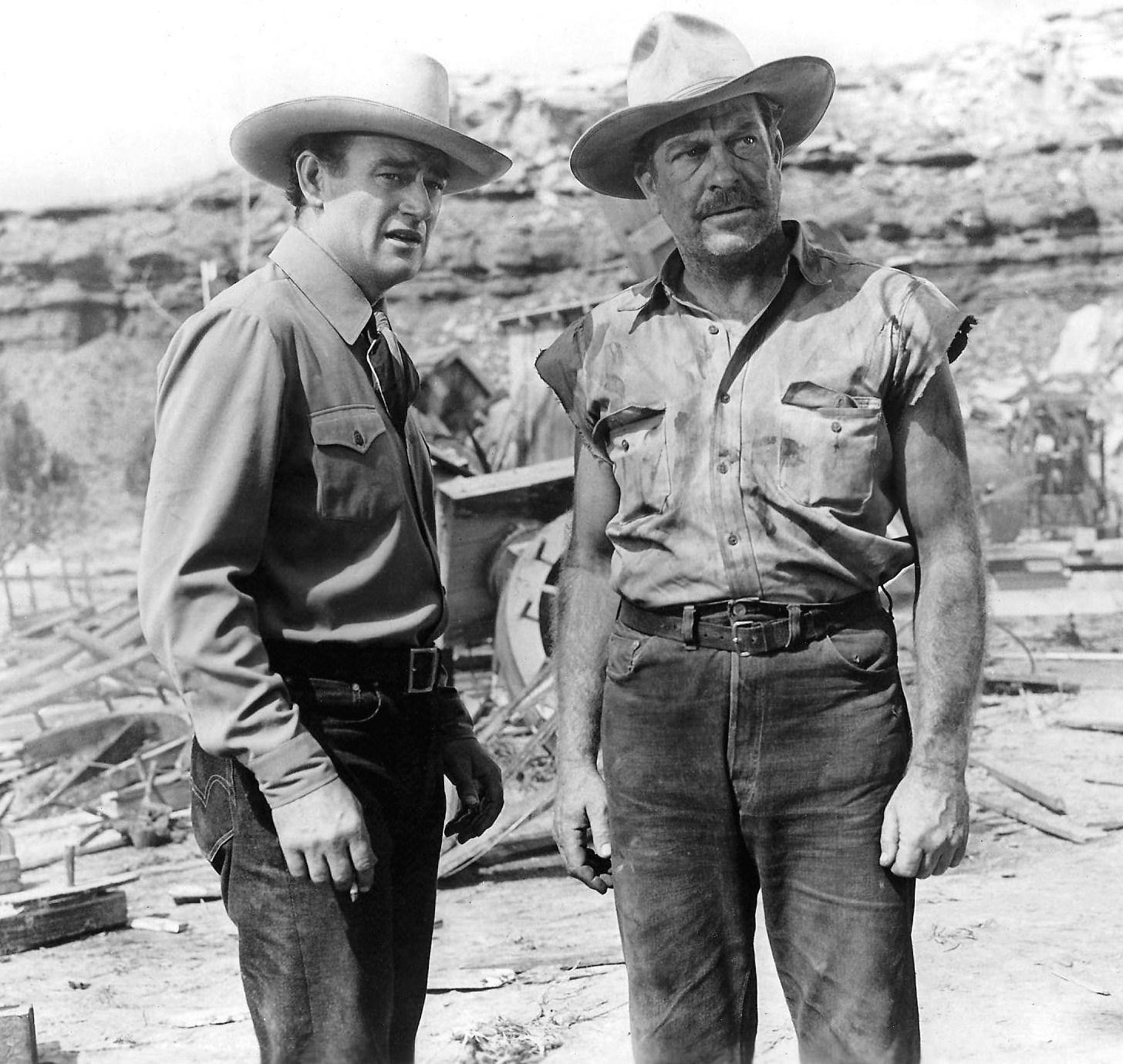
Z Grantem Withersem w In Old Oklahoma, 1943

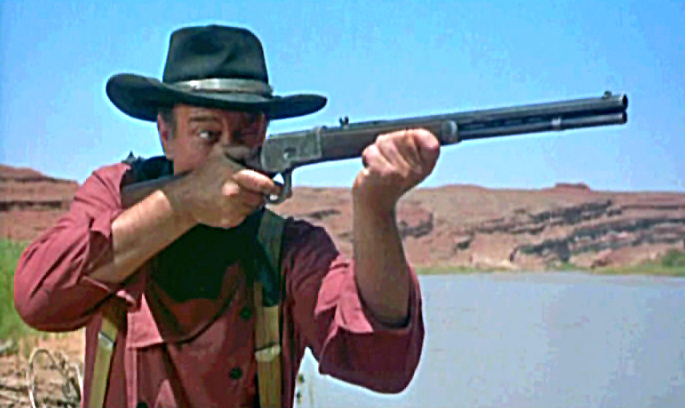
Poszukiwacze, 1956

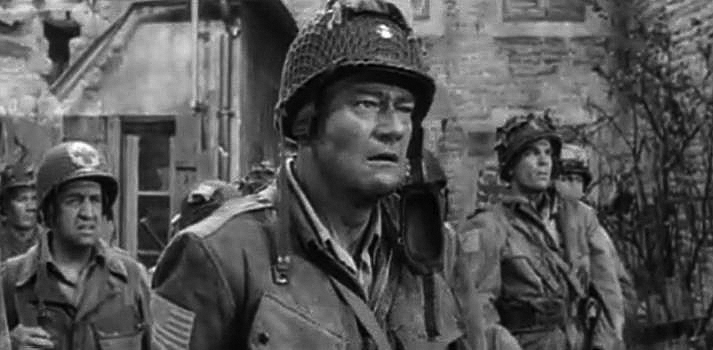
Najdłuższy dzień, 1962

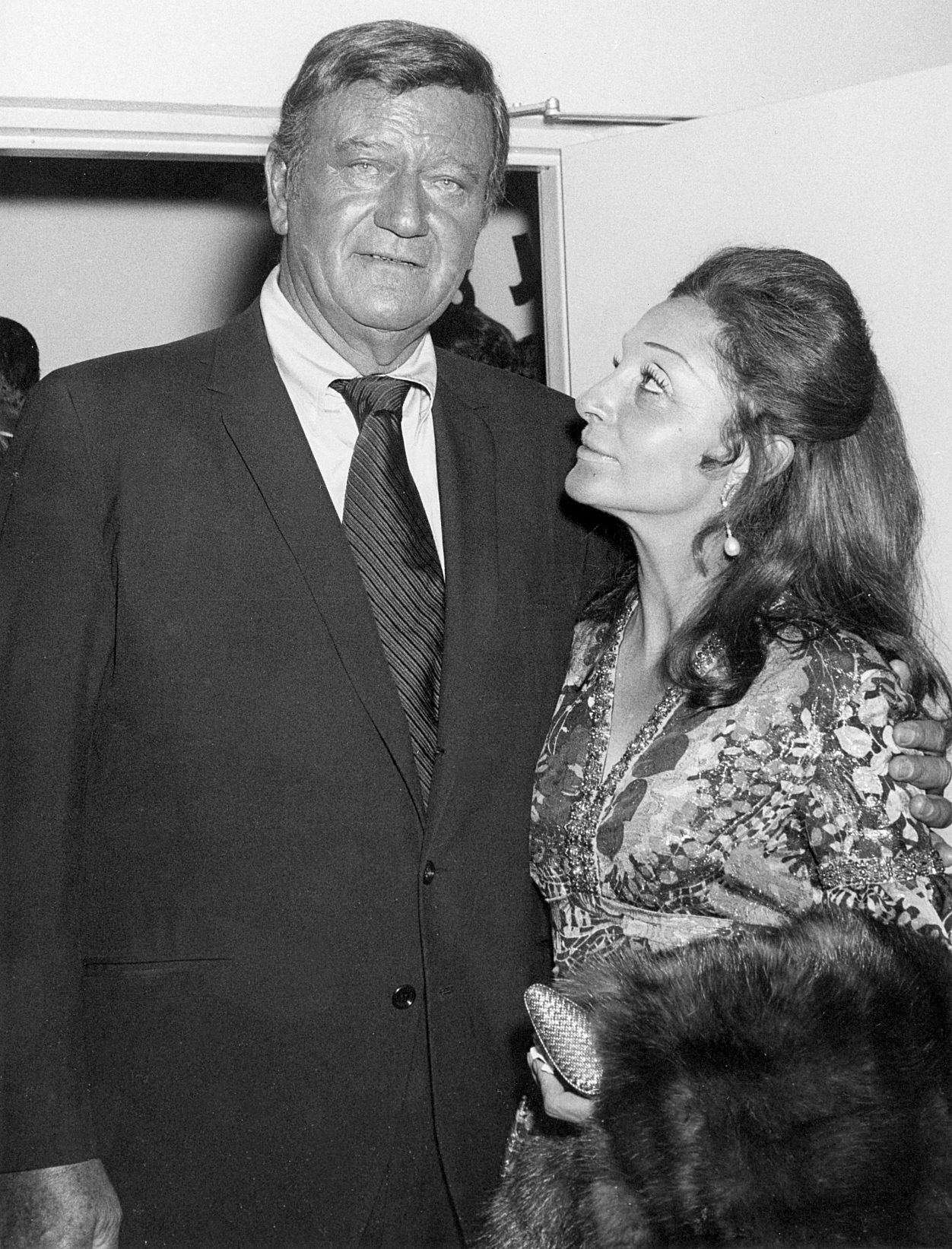
Z żoną, Pilar Palette-Wayne, 1971

Marion uczęszczał do Wilson Middle School, a następnie do Glendale High School, z której drużyną futbolową zdobył w 1924 mistrzostwo ligi szkół średnich. Zamierzał studiować w United States Naval Academy w Annapolis, ale nie został przyjęty i w rezultacie – dzięki stypendium sportowemu – podjął naukę na Uniwersytecie Południowej Kalifornii (1925–1927). Jednakże wskutek doznanej kontuzji stracił stypendium i musiał przerwać studia. Tam dostrzegł go Tom Mix, westernowy gwiazdor lat 20. XX wieku. Postanowił pomóc chłopakowi i wkrótce zaczął pracować jako monter dekoracji w wytwórni Fox Film Corporation. Dorabiał także jako magazynier, kierowca, stróż i statysta, wykonując czasem kaskaderskie numery przed kamerą. 
Po raz pierwszy na ekranie pojawił się jako piłkarz Yale w niemym dramacie Jacka Conwaya Brown z Harwardu (Brown of Harvard, 1926) z Williamem Hainesem. Następnie wystąpił w roli strażnika w niemym melodramacie Kinga Vidora Bardelys Wspaniały (Bardelys the Magnificent, 1926) z Johnem Gilbertem i był statystą w niemym westernie – Wielki napad na pociąg K&A (The Great K & A Train Robbery, 1926) u boku Toma Mixa. 
John Ford zaangażował go do filmów: dramatu Mother Machree (1928) z Belle Bennett, dramatu wojennego Ostatni syn (Four Sons, 1928) w roli oficera, melodramatu Dom kata (Hangman’s House, 1928) jako widz wyścigów konnych/skazany w retrospekcji z Victorem McLaglenem, przygodowego dramatu wojennego Czarny zegarek (The Black Watch, 1929) w roli 42. górala z Myrną Loy, dramatu Salut (Salute, 1929) w roli kadeta Billa u boku George’a O’Briena, dramatu Mężczyźni bez kobiet (Men Without Women, 1930) w roli radiooperatora na powierzchni i wojennego dramatu kryminalnego Urodzony lekkomyślny (Born Reckless, 1930) w roli żołnierz z Edmundem Lowe.
Jego słynne nazwisko „John Wayne” wymyślił w 1930 reżyser Raoul Walsh, inspirując się biografią generała Anthony’ego Wayne’a zw. „Mad” i obsadził go w roli przywódcy osadników udających się na kolonizację Dzikiego Zachodu Brecka Colemana w westernie Droga olbrzymów (The Big Trail, 1930). Gwiazdą stał się dzięki roli Ringo Kida w klasyku gatunku, westernie Johna Forda Dyliżans (Stagecoach, 1939). Dzięki występom w filmach Johna Forda i Howarda Hawksa, Rzeka Czerwona (Red River, 1948) Rio Bravo (1959) Hatari! (1962), El Dorado (1966) i Rio Lobo (1970), zbudował swój wizerunek twardego indywidualisty o niezłomnych zasadach. Wizerunek, który z czasem nabierał coraz bardziej patriarchalnych cech. Często jednak, jak Ethan Edwards w westernie Johna Forda Poszukiwacze (The Searchers, 1956), był niepokojąco dwuznaczny. Bohaterowie Wayne’a byli często fanatycznej wręcz wiary w samych siebie, łatwo usprawiedliwiali swój upór i nadużywanie przemocy.
Wyreżyserował dramaty wojenne – Alamo (1960) i – wspólnie z Mervynem LeRoyem i Rayem Kelloggim – Zielone berety (The Green Berets, 1968). 
W biblijnej superprodukcji hollywoodzkiej George’a Stevensa Opowieść wszech czasów (The Greatest Story Ever Told, 1965) został obsadzony w roli Centuriona przy ukrzyżowaniu Jezusa (Max von Sydow). Za kreację wiecznie pijanego szeryfa federalnego Reubena „Roostera” Cogburna w westernie Henry’ego Hathawaya Prawdziwe męstwo (True Grit, 1969), w którym sparodiował stare schematy westernowe, zdobył w Oscara. Był rekordzistą z największą liczbą głównych ról, bo aż 142 na 157 filmów.

## Życie prywatne
Był trzykrotnie żonaty. 24 czerwca 1933 zawarł związek małżeński z Josephine Alicią Saenz, z którą miał czworo dzieci: Michaela Anthony’ego (ur. 23 listopada 1934, zm. 2 kwietnia 2003), Patricka Johna (ur. 15 lipca 1939), Mary „Toni” Antoninę (ur. 25 lutego 1936, zm. 6 grudnia 2000) i Melindę Ann (ur. 3 grudnia 1940). 25 grudnia 1945 doszło do rozwodu. 17 stycznia 1946 poślubił Esperanzę Baur, rozwiedli się 1 listopada 1954. 1 listopada 1954 ożenił się z Pilar Palette. Mieli troje dzieci: Aissę (ur. 31 marca 1956), Johna Ethana (ur. 22 lutego 1962) i Marisę Carmelę (ur. 22 lutego 1966). Choć małżeństwo trwało do śmierci aktora, w 1976 para zdecydowała się na separację. 

### Śmierć
Zmarł 11 czerwca 1979 na raka żołądka (cierpiał również na nowotwór płuca) w wieku 72 lat. Został pochowany w kalifornijskim Pacific View Memorial Park w Corona del Mar.

## Odniesienia w kulturze
W 2004 został upamiętniony na znaczku pocztowym w związku z serią „Legendy Hollywoodu”. W filmie biograficznym Trumbo z 2015 w roli Wayne’a wystąpił David James Elliott.

## Filmografia
| - 1926 Bardelys the Magnificent – strażnik Brown of Harvard – zawodnik z Yale z nr 35 The Great K & A Train Robbery – statysta - 1927 Annie Laurie – statysta The Drop Kick – zawodnik USC - 1928 Four Sons – statysta Hangman's House – widz na wyścigu koni Mother Machree – statysta Arka Noego (Noah's Ark) – statysta - 1929 The Black Watch – statysta The Forward Pass – statysta Salute – Bill Speakeasy – statysta Words and Music – Pete Donahue - 1930 Born Reckless – statysta Cheer Up and Smile – Bit Part Droga olbrzymów (The Big Trail) – Breck Coleman Men Are Like That – por. Bob Denton Rough Romance – drwal - 1931 The Deceiver – Thorpe (zwłoki) Girls Demand Excitement – Peter Brooks Maker of Men – Dusty Rhodes Rywale (Range Feud) – Clint Turner Three Girls Lost – Gordon Wales - 1932 Cień Orła (Shadow of the Eagle) – Craig McCoy Running Hollywood – on sam The Hollywood Handicap – on sam The Hurricane Express – Larry Baker Lady and Gent – Buzz Kinney Prawo dwóch pięści (Two-Fisted Law) – Duke Tajemnica kopalni złota (Haunted Gold) – John Mason Teksaski cyklon (Texas Cyclone) – Steve Pickett That's My Boy – futbolista Ujarzmij go, kowboju (Ride Him, Cowboy) – John Drury Wielka galopada (The Big Stampede) – John Steele - 1933 Baby Face – Jimmy McCoy Central Airport – drugi pilot we wraku College Coach – student Człowiek z Monterey (The Man From Monterey) – kpt. John Holmes Gdzieś w Sonorze (Somewhere in Sonora) – John Bishop His Private Secretary – Dick Wallance Jeźdźcy przeznaczenia (Riders of Destiny) – Sandy Saunders The Life of Jimmy Dolan – Smith Sagebrush Trail – John Brant Telegraficzny szlak (The Telegraph Trail) – John Trent The Three Musketeers – Tom Wayne - 1934 Błękitna stal (Blue Steel) – szeryf John Carruthers Człowiek z Utah (The Man from Utah) – John Weston Granica bezprawia (The Lawless Frontier) – John Tobin Nad niebem Arizony ('Neath the Arizona Skies) – Chris Morrell Poza szlakiem (The Trail Beyond) – Rob Drew Randy Rides Alone – Randy Bowers The Star Packer – John Travers Szczęśliwy Teksańczyk (The Lucky Texan) – Jerry Mason West of the Divide – Ted Hayden - 1935 Lawless Range – John Middleton Poranny jeździec (The Dawn Rider) – John Mason Pustynny szlak (Desert Trail) – John Scott Rajski kanion (Paradise Canyon) – agent federalny John Wyatt Tęczowa dolina (Rainbow Valley) – John Martin Terror w Teksasie (Texas Terror) – szeryf John Higgins Westward Ho – John Wyatt - 1936 Conflict – Pat Król Pecos (King of the Pecos) – John Clayborn The Lawless Nineties – John Tipton The Lonely Trail – kpt. John Ashley Sea Spoilers – Bob Randall Szlak Oregonu (The Oregon Trail) – John Delmont Wiatry pustkowia (Winds of the Wasteland) – John „Johny” Blair - 1937 Adventure's End – Duke Slade California Straight Ahead – Biff Smith I Cover the War – Bob Adams Idol of the Crowds – Johny Hanson Urodzony dla Dzikiego Zachodu (Born to the West) – Dare Rudd - 1938 Overland Stage Raiders – Stony Brooke Pals of the Saddle – Stony Brooke Red River Range – Stony Brooke Santa Fe Stampede – Stony Brooke - 1939 Allegheny Uprising – Jim Smith Dyliżans (Stagecoach) – Ringo Kid Nocni jeźdźcy (The Night Riders) – Stony Brooke Nowa granica (New Frontier) – Stone Brooke Three Texas Steers – Stony Brooke Wyoming Outlaw – Stony Brooke | - 1940 Czarny oddział (Dark Command) – Bob Seton Długa podróż do domu (The Long Voyage Home) – Ole Olsen Siedmiu grzeszników (Seven Sinners) – por. Dan Brent Three Faces West – John Phillips - 1941 Dama z Luizjany (Lady from Louisiana) – John Reynolds Lady for a Night – Jackson Morgan A Man Betrayed – Lynn Hollister Pasterz ze wzgórz (The Shepherd of the Hills) – młody Matt - 1942 Latające tygrysy (Flying Tigers) – kpt. Jim Gordon Pittsburgh – Charles „Pittsburgh” Markham Spotkanie we Francji (Reunion in France) – Pat Talbot W starej Kalifornii (In Old California) – Tom Craig Zdobywcy (The Spoilers) – Glennister Zdradzieckie skały (Reap the Wild Wind) – kpt. Jack Stuart - 1943 Dama ryzykuje (A Lady Takes a Chance) – Duke Hudkins Wojny drapieżców (In Old Oklahoma) – Dan Somers - 1944 The Fighting Seabees – Wedge Donovan Olbrzym w siodle (Tall in the Saddle) – Rocklin - 1945 Dakota – John Devlin Płomień Barbary Coast (Flame of Barbary Coast) – Duke Fergus Powrót do Bataan (Back to Bataan) – płk Joseph Madden Ci, których przewidziano na straty (They Were Expendable) – por. „Rusty” Ryan - 1946 Bez zastrzeżeń (Without Reservations) – Rusty Thomas - 1947 Anioł i złoczyńca (Angel and the Badman) – Quirt Evans Tycoon – Johnny Munroe - 1948 Fort Apache – kpt. Kirby York Rzeka Czerwona (Red River) – Thomas Dunson Trzej ojcowie chrzestni (3 Godfathers) – Robert Marmaduke Sangster Hightower Wake of the Red Witch – kpt. Ralls - 1949 Piaski Iwo Jimy (Sands of Iwo Jima) – sierż. John M. Stryker Nosiła żółtą wstążkę (She Wore a Yellow Ribbon) – kpt. Nathan Cutting Strzelec z Kentucky (The Fighting Kentuckian) – John Breen - 1950 Rio Grande – ppłk Kirby Yorke - 1951 Operacja Pacyfik (Operation Pacific) – kmdr ppor. Duke E. Gifford - 1952 Big Jim McLain – Jim McLain Spokojny człowiek (The Quiet Man) – Sean Thornton - 1953 Hondo – Hondo Lane Island in the Sky – kpt. Dooley Trouble Along the Way – Steve Williams - 1954 Noc nad Pacyfikiem (The High and the Mighty) – Dan Roman - 1955 Chiński szlak (Blood Alley) – kpt. Tom Wilder Morski pościg (The Sea Chase) – kpt. Karl Ehrlich - 1955 Rookie of the Year – Mike Cronin - 1956 Zdobywca (The Conqueror) – Temudżyn Poszukiwacze (The Searchers) – Ethan Edwards - 1957 Pilot odrzutowców (Jet Pilot) – płk Jim Shannon Legenda zaginionego miasta (Legend of the Lost) – Joe January Skrzydła orłów (The Wings of Eagles) – Frank W. „Spig” Wead - 1958 The Barbarian and the Geisha – Townsend Harris I Married a Woman – on sam - 1959 Konnica (The Horse Soldiers) – płk John Marlowe Rio Bravo – szeryf John T. Chance - 1960 Alamo (The Alamo) – David Crockett Złoto Alaski (North to Alaska) – Sam McCord - 1961 W kraju Komanczów (The Comancheros) – kpt. Jake Cutter - 1962 Hatari! – Sean Mercer Człowiek, który zabił Liberty Valance’a (The Man Who Shot Liberty Valance) – Tom Doniphon Jak zdobywano Dziki Zachód (How the West Was Won) – gen. William Tecumseh Sherman Najdłuższy dzień (The Longest Day) – ppłk Benjamin Vandervoort - 1963 McLintock! – George Washington McLintock Rafa Donovana (Donovan's Reef) – Michael Patrick „Guns” Donovan - 1964 Świat cyrku (Circus World) – Matt Masters - 1965 Synowie Katie Elder (The Sons of Katie Elder) – John Elder Opowieść wszech czasów (The Greatest Story Ever Told) – centurion Wojna o ocean (In Harm's Way) – adm. Rockwell Torrey - 1966 Cast a Giant Shadow – gen. Mike Randolph El Dorado – Cole Thornton - 1967 Pancerny wóz (The War Wagon) – Taw Jackson - 1968 Ujarzmić piekło (Hellfighters) – Chance Buckman Zielone berety (The Green Berets) – płk Mike Kirby - 1969 Niezwyciężeni (The Undefeated) – płk John Henry Thomas Prawdziwe męstwo (True Grit) – szeryf Reuben J. „Rooster” Cogburn - 1970 Chisum – John Simpson Chisum Rio Lobo – płk Cord McNally - 1971 Wielki Jake (Big Jake) – Jacob „Big Jake” McCandles - 1972 Kowboje (The Cowboys) – Will Anderson - 1973 Rabusie pociągów (The Train Robbers) – Lane Synowie szeryfa (Cahill U.S. Marshal) – J.D. Cahill - 1974 Samotny detektyw McQ (McQ) – detektyw por. Lon McQ - 1975 Brannigan – por. Jim Branningan Rooster Cogburn – Rooster Cogburn - 1976 Rewolwerowiec (The Shootist) – John Bernard Brookes |

## Nagrody
| Rok  | Nagroda                   | Kategoria                             | Film                    |
| ---- | ------------------------- | ------------------------------------- | ----------------------- |
| 1966 | Złoty Glob                | Nagroda im. Cecila B. DeMille’a       | —                       |
| 1970 | Złoty Glob                | Najlepszy aktor w filmie dramatycznym | Prawdziwe męstwo (1969) |
| 1970 | Nagroda Akademii Filmowej | Najlepszy aktor pierwszoplanowy       | Prawdziwe męstwo (1969) |
| 1975 | People’s Choice Award     | Ulubiony aktor filmowy                | —                       |
| 1976 | People’s Choice Award     | Ulubiony aktor filmowy                | —                       |
| 1977 | People’s Choice Award     | Ulubiony aktor filmowy                | —                       |
| 1978 | People’s Choice Award     | Ulubiony aktor filmowy                | —                       |